# Xenohammus
Xenohammus is een kevergeslacht uit de familie van de boktorren (Cerambycidae). De wetenschappelijke naam van het geslacht werd voor het eerst geldig gepubliceerd in 1931 door Schwarzer.

## Soorten
Xenohammus omvat de volgende soorten:
- Xenohammus albomaculata Wang & Chiang, 2000
- Xenohammus assamensis (Breuning, 1935)
- Xenohammus bimaculatus Schwarzer, 1931
- Xenohammus flavoguttatus Pu, 1999
- Xenohammus griseomarmoratus Breuning, 1956
- Xenohammus lumawigi Breuning, 1980
- Xenohammus nebulosus Schwarzer, 1931
- Xenohammus nigromaculatus (Pic, 1926)
- Xenohammus quadriplagiatus Breuning, 1938